# Graningealliansen
Graningealliansen är en sportklubb i Graninge i Sollefteå kommun i Sverige, bildad 1959 genom att Viksmons IK och Graninge AIS gick samman i samband med utflyttningen från landsorten. Klubben bedrev ursprungligen främst bågskytte, gymnastik, fotboll och hastighetsåkning på skridskor.
1970 upphörde fotbollen, då man gick samman med HH64 och bildade Västra BK.
1973 tillkom elljusspåret i Viksmon, och Graningelliansens verksamhet kom alltmer att handla om skidsport och löpning, med namn som Sören Pettersson och Håkan Westin.

### Fotnoter
1. 1 2 3  Sten Inge Åberg. ”Historia”. Graningealliansen. Arkiverad från originalet den 2 mars 2014. https://web.archive.org/web/20140302151638/http://www4.idrottonline.se/Graninge-Alliansen-Skidor/Foreningen/Historia/. Läst 2 mars 2014.